# ان‌جی‌سی ۶۲۸۵
ان‌جی‌سی ۶۲۸۵ (انگلیسی: NGC 6285) نام یک کهکشان است.